# Walter Goehr
Walter Goehr (Berlijn 28 mei 1903 - Sheffield 4 december 1960) was een Duits-Engelse dirigent en componist.
Walter Goehr studeerde muziek aan de Preussische Kunstakademie in Berlijn. Arnold Schönberg was hier een van zijn leermeesters. Na zijn studie werd Goehr dirigent bij de radio in Berlijn (1925-1931. Daarnaast maakte hij naam als componist. Zijn bekendste werk uit deze periode is de (radio-)opera Malpopita. 
Nog voor de nationaalsocialisten aan de macht kwamen, werd Goehr in 1932 ontslagen vanwege zijn Joodse afkomst. In 1933 vertrok hij naar Engeland, waar hij tot 1948 onder de naam George Walter werkzaam was. Aanvankelijk was hij directeur van de Columbia Gramophone Company 1933-1939). In 1943 werd hij dirigent van koor en orkest van het Londense Morley College.
Van 1945 tot 1948 was hij dirigent van het BBC Theatre Orchestra. 
Walter Goehr componeerde muziek voor theater, film en radio, schreef daarnaast kamer- en orkestmuziek. Bovendien verzorgde hij een uitgave van Monteverdi's Vespers (York 1954) en diens opera L'incoronazione di Poppea. Hij maakte van de Schilderijen van een tentoonstelling van Modest Moessorgski een nieuwe instrumentatie voor piano en orkest. 
Als dirigent leidde hij talrijke eerste uitvoeringen van belangrijke nieuwe Britse muziek, onder meer: Serenade voor tenor, hoorn en strijkers (Benjamin Britten, 1943), A Child of our Time (Michael Tippett, 1944),  Ulysses (Matthyas Seiber, 1949) en in 1959 de première van de opera The Deluge van zijn zoon Alexander Goehr. Goehr introduceerde in 1950 de zesde symfonie van Gustav Mahler in Engeland. 
Vanaf 1950 maakte hij naam als dirigent van talrijke plaatopnamen voor het Amerikaanse budgetlabel Musical Masterpiece Society (MMS).
Goehr overleed na afloop van een uitvoering van The Messiah van Händel in Sheffield.
- Bibsys: 2035291
- Biblioteca Nacional de España: XX877302
- Bibliothèque nationale de France: cb138945632 (data)
- Gemeinsame Normdatei: 11670313X
- International Standard Name Identifier: 0000 0003 6864 6230
- Library of Congress Control Number: n84088384
- Nationale Bibliotheek van Letland: 000271299
- MusicBrainz: e012262c-0706-4114-aa6a-4cca19597d85
- Nationale Bibliotheek van Tsjechië: xx0176549
- Nationale Bibliotheek van Israël: 987007261860905171
- Nationale Bibliotheek van Polen: a0000001675960
- Nederlandse Thesaurus van Auteursnamen: 071028536
- Istituto Centrale per il Catalogo Unico: MODV257732
- SNAC: w6x06s4s
- Système universitaire de documentation: 085102334
- Virtual International Authority File: 100254959
- WorldCat: E39PBJy8r6MR3yfHmxHdP7Xrv3